# Dave Grohl
David Eric Grohl (Warren, 14 gennaio 1969) è un cantautore e polistrumentista statunitense, noto soprattutto per essere stato batterista dei Nirvana dal 1990 fino al loro scioglimento nel 1994 e, subito dopo, fondatore e frontman dei Foo Fighters.
Grohl è inoltre il fondatore del supergruppo Probot, nel quale ha riunito alcuni grandi esponenti della musica heavy metal come Lemmy Kilmister, Max Cavalera, Mike Dean, Lee Dorrian e Cronos, oltreché membro del supergruppo Them Crooked Vultures, composto anche da Josh Homme e John Paul Jones.
Ha iniziato la sua carriera da musicista negli anni ottanta come batterista per molte band della zona di Washington, tra le quali va ricordata la band punk rock Scream. Nel corso della sua carriera ha collaborato come batterista con vari artisti, come i Queens of the Stone Age per la realizzazione di Songs for the Deaf (2002) e di ...Like Clockwork (2013), con i Killing Joke per il loro album omonimo del 2003, con i Nine Inch Nails per il loro album With Teeth (2005), con i Tenacious D per The Pick of Destiny (2006) e con Liam Gallagher per il brano Everything's Electric (2022).

## Biografia

### Primi anni
Quando Dave Grohl è ancora un bambino, la sua famiglia si trasferisce dall'Ohio, a Washington. Dopo tre anni di permanenza a Washington, i suoi genitori si separano, e lui sceglie di andare a vivere con la madre.
All'età di 12 anni, inizia a suonare per la prima volta la chitarra. Prende lezioni, ma si stanca subito, e inizia a suonare in qualche piccolo gruppo con amici. Un anno dopo, mentre d'estate si trova a casa della cugina, nasce in lui l'interesse per il punk rock. Infatti la cugina Tracy, durante la sua permanenza, lo porta a vedere numerosi concerti punk, ed egli ritorna a Washington convertito dalla scoperta di questo genere musicale.
Durante la frequentazione della Thomas Jefferson High School, Grohl suona la chitarra in una band chiamata Freak Baby. Tuttavia, non gli piace il modo di suonare del batterista, e quindi inizia a provare a suonare la batteria lui stesso. Quando il bassista lasciò il gruppo, il batterista passò al basso e Grohl prese il posto del batterista.
Negli anni a seguire, Grohl suona in molti gruppi locali, tra cui il gruppo hardcore punk Mission Impossible, e quello hardcore/post-punk Dain Bramage. Durante gli anni in cui si sviluppa come batterista, cita come uno dei suoi maggiori ispiratori John Bonham, batterista dei Led Zeppelin, e alla fine si tatua su un braccio anche il logo con i tre cerchi, simbolo dello stesso Bonham.

### Scream

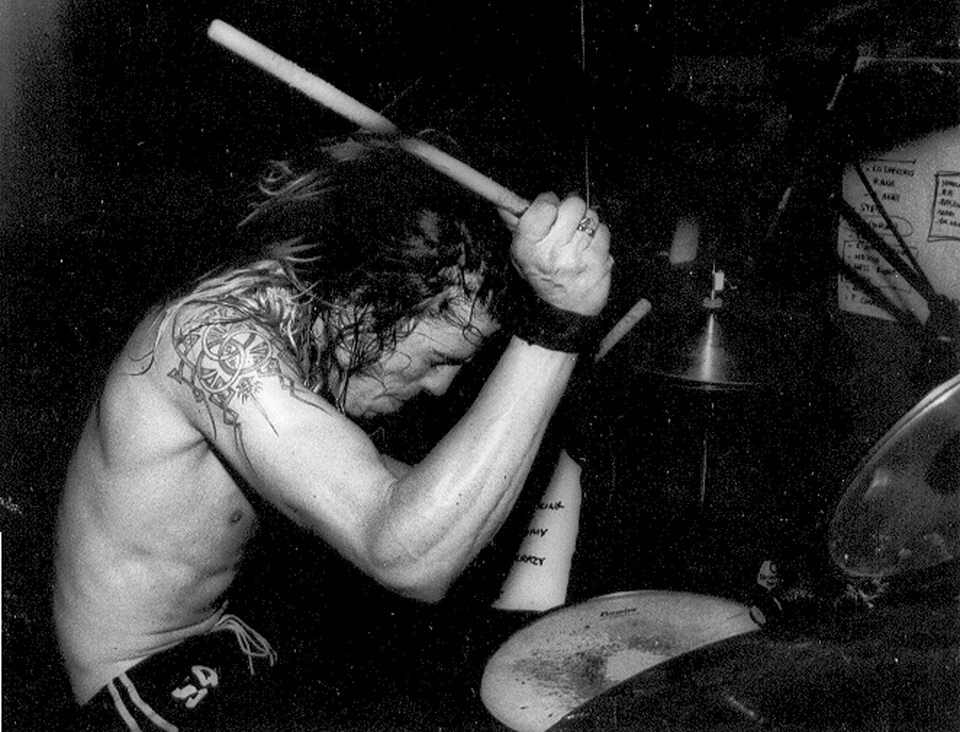
Grohl in concerto con gli Scream

All'età di 16 anni, fa un provino per una delle sue band locali preferite, gli Scream. Con sua sorpresa, il gruppo lo inserisce nella formazione. Non molto tempo dopo abbandona anche gli studi per dedicarsi a tempo pieno a suonare la batteria. Nei successivi quattro anni, va in tour con la band, registra un paio di album dal vivo e uno da studio, Fumble, nel quale scrive e canta uno dei pezzi Gods Look Down.
Uno dei gruppi che piacciono a Grohl in quel periodo sono i Melvins, che riesce anche a conoscere personalmente grazie all'attività live della propria band. Durante una pausa del tour dei Melvins del 1990, Buzz Osborne, chitarrista e cantante della band, invita un paio di amici a vedere gli Scream dal vivo. I suoi amici si chiamavano Kurt Cobain e Krist Novoselic.

### Nirvana

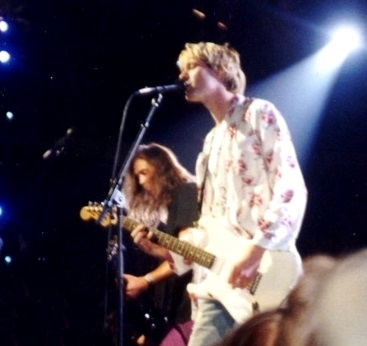
I Nirvana dal vivo nel 1992

Qualche mese dopo, gli Scream si sciolgono in seguito all'abbandono del gruppo da parte del bassista, e Grohl chiama Osborne per chiedergli aiuto. Osborne, sapendo che sia Cobain che Novoselic erano rimasti impressionati in maniera positiva dal modo di suonare di Grohl, gli dà il numero di telefono di Novoselic. Viene quindi invitato da Novoselic ad andare a un loro concerto a Seattle, che si tiene al Motor Sports Garage, il primo concerto che vedeva alla batteria Dan Peters dei Mudhoney (Grohl confessò nel 2005 alla rivista Rolling Stone, che passò la maggior parte di quel concerto a parlare fuori dal locale con un amico). Successivamente egli fece il provino con i Nirvana, e presto ne entrò a fare parte a tempo pieno.
Al tempo in cui Grohl si unì ai Nirvana, il gruppo aveva già registrato vari demo per il seguito del loro album di debutto, Bleach, insieme al produttore Butch Vig in Wisconsin. Inizialmente l'album doveva essere pubblicato dalla Sub Pop Records, ma il gruppo cercava qualche accordo con una delle major che si erano dimostrate interessate ai demo. Grohl passò i primi mesi con i Nirvana girando per gli uffici delle major alla ricerca di un buon accordo, che finalmente fu trovato con la DGC Records. Nella primavera del 1991 i Nirvana entrarono in studio per registrare l'album Nevermind.
Dopo la pubblicazione, l'album superò ogni aspettativa in fatto di vendite, e divenne un enorme successo, che portò il gruppo alla fama mondiale. Allo stesso tempo, Grohl combatteva alla ricerca della sua posizione all'interno del gruppo. Benché il suo modo di suonare fosse stato uno degli elementi significativi per il successo dei Nirvana, pensava che egli sarebbe stato solo un altro dei tanti batteristi che avevano militato nel gruppo. Nei suoi pensieri, i Nirvana erano coloro che registrarono Bleach, e il suo inserimento nel gruppo aveva drasticamente alterato il suono di quel lavoro, e non necessariamente in maniera positiva. Nonostante avesse scritto canzoni per svariati anni, egli non propose i suoi lavori al vaglio degli altri componenti per paura di danneggiare l'alchimia del gruppo stesso. Preso da questi dubbi, nel 1992 Grohl decise di registrare i suoi brani in maniera autonoma, pubblicandoli all'interno di un demo intitolato Pocketwatch, pubblicato sotto lo pseudonimo di Late! dall'etichetta discografica indipendente Simple Machines.
Nei successivi anni, i contributi ai testi da parte di Grohl aumentarono. Nei mesi iniziali della sua permanenza a Seattle, Cobain lo sentì al lavoro su un pezzo intitolato Color Pictures of a Marigold, e i due alla fine ci lavorarono insieme. Durante le registrazioni di In Utero, il gruppo decise di registrare il brano e lo incluse come lato B del singolo Heart-Shaped Box con il titolo di Marigold. Grohl contribuì, sempre nelle sessioni di registrazione di In Utero, alla composizione del riff di chitarra principale del pezzo Scentless Apprentice.
Prima del tour europeo del 1994, i Nirvana programmarono una sessione di registrazione ai Robert Lang's Studio a Seattle, per lavorare su alcuni brani per un ipotetico seguito di In Utero. Poiché per la maggior parte dei tre giorni programmati Cobain risultò assente, Grohl e Novoselic decisero di lavorare sui brani composti da Grohl; da quelle sessioni nacquero brani come Exhausted, Alone+Easy Target, Big Me, February Stars e Butterflies, inseriti successivamente nell'album di debutto dei Foo Fighters. Nell'ultimo giorno di sessione, Cobain si presentò e i Nirvana registrarono il brano You Know You're Right, l'ultimo da loro composto prima della scomparsa di Cobain avvenuta nell'aprile 1994.

### Foo Fighters

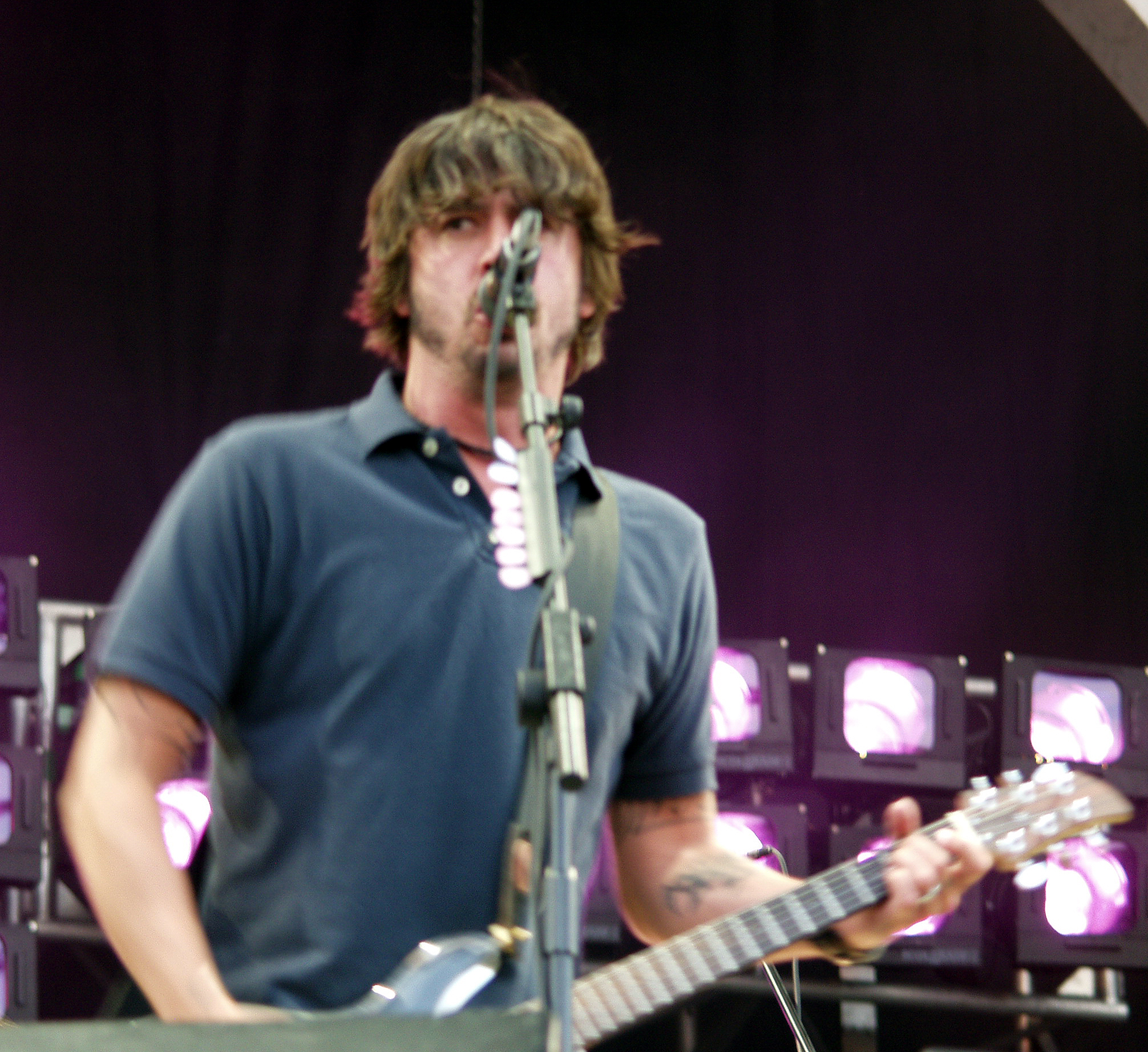
Dave Grohl dal vivo con i Foo Fighters, nel 2003

In seguito alla morte di Cobain, Grohl si ritirò per un certo periodo dalle scene, incerto sul suo futuro. Pensò di continuare a suonare come batterista in qualche altro gruppo e suonò quindi per qualche tempo con i Tom Petty and the Heartbreakers, periodo che incluse una memorabile esibizione al Saturday Night Live. Sebbene Petty gli avesse chiesto di rimanere in pianta stabile, Grohl decise di intraprendere altri progetti: programmò quindi una sessione di registrazione ai Robert Lang's Studio di Seattle, registrando in breve tempo un demo con quindici pezzi con il nome di Foo Fighters; ad eccezione della chitarra solista in X-Static (suonata da Greg Dulli degli Afghan Whigs), Grohl suonò tutti gli strumenti; iniziata quindi la ricerca di un'etichetta discografica interessata al demo, il responsabile dei Nirvana, Gary Gersh, nel frattempo assunse la presidenza della Capitol Records e chiese a Grohl di firmare un contratto. Una volta accettato, il suo demo fu quindi remixato da Rob Schnapf e Tom Rothrock, e nel 1995 venne perciò pubblicato Foo Fighters.
Grohl non pensò di iniziare una carriera solista, e si diede da fare quindi per cercare altri musicisti da inserire all'interno del suo nuovo gruppo. Accettarono l'invito il chitarrista Pat Smear (già annoverato tra le file dei Nirvana come turnista durante i tour), e due membri dei Sunny Day Real Estate, il bassista Nate Mendel e il batterista William Goldsmith. Alla fine del 1995 i Foo Fighters vennero chiamati a contribuire con una canzone al telefilm X-Files. Durante una pausa del tour, la band entrò in studio e registrò un pezzo di Gary Numan, Down in the Park. Nel febbraio del 1996, Grohl e sua moglie fecero una breve apparizione nell'episodio The Pusher del suddetto telefilm. Dopo una tournée che durò oltre un anno per promuovere l'album di esordio, Grohl iniziò a scrivere la colonna sonora del film del 1997 Touch: anche in questo caso, oltre a cantare, suonò tutti gli strumenti, eccezion fatta per la title track (nella quale la voce venne affidata alla cantante dei Veruca Salt, Louise Post), e per This Loving Thing (Lynn's Song) dove la voce e la chitarra sono del chitarrista degli X, John Doe.
Durante le sessioni di registrazione del secondo album The Colour and the Shape nacquero tensioni tra Grohl e Goldsmith, con il primo che accusò il secondo di non sforzarsi abbastanza, spingendo di fatto Grohl a registrare gran parte della batteria; Goldsmith, che stava combattendo contro la sindrome del tunnel carpale dovuta ad anni di lavoro dietro la batteria, non prese bene la decisione di Grohl e abbandonò la formazione. Il gruppo decise quindi di abbandonare le sessioni di registrazioni di Seattle, trasferendosi a Los Angeles, dove registrò con Grohl dietro la batteria. Il disco uscì infine nel maggio 1997 e portò la band ad essere sempre presente su tutte le radio che trasmettevano rock. Da questo lavoro furono estratte vari singoli di successo, tra cui Everlong, My Hero e Monkey Wrench; giusto prima che l'album venisse pubblicato, si unì al gruppo l'ex-batterista della band di Alanis Morissette, Taylor Hawkins.

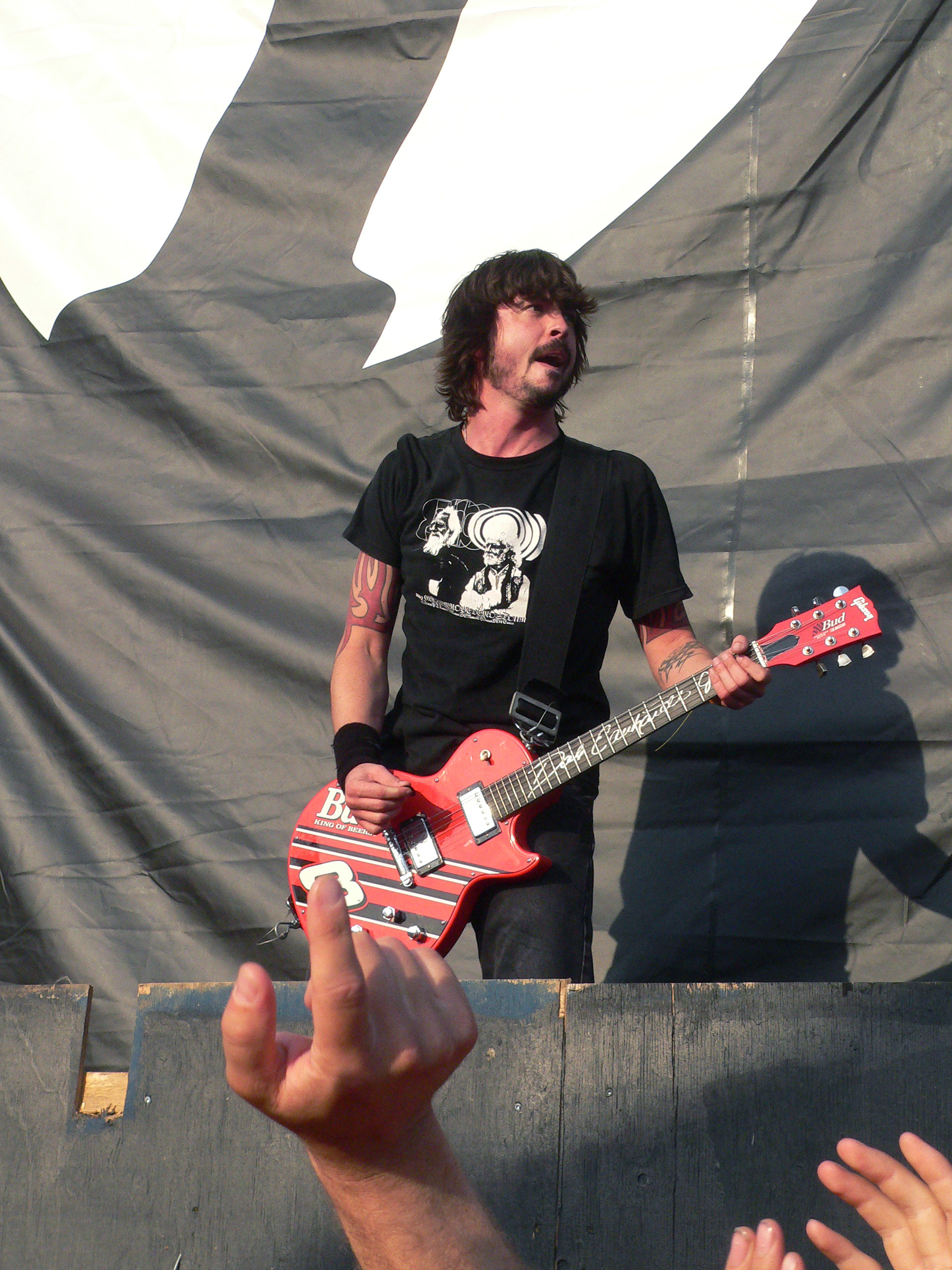
Dave Grohl nel 2005, in tour insieme ai Foo Fighters, durante il Roskilde Festival

I continui viaggi e l'attività dal vivo di Grohl, andavano di pari passo con la popolarità del gruppo. Durante le sue non frequenti pause viveva tra Seattle e Los Angeles, prima di trasferirsi ad Alexandria in Virginia. Ed è qui che stabilì la sua base per la registrazione nel 1999 del terzo album There Is Nothing Left to Lose. Quasi alla fine del 2001, la band rientra in studio di registrazione per lavorare alla produzione del quarto album. Dopo quattro mesi passati in studio a registrare, Grohl accetta l'invito da parte di Josh Homme dei Queens of the Stone Age, e aiuta la band per la registrazione dell'album Songs for the Deaf, realizzato nel 2002 (Grohl appare anche nel video del singolo No One Knows). Dopo un breve tour negli Stati Uniti d'America con i Queens of the Stone Age, Grohl richiama gli altri membri della band e registra nuovamente l'album nel suo studio in Virginia. Nel 2002 uscì quindi il quarto album, intitolato One by One.
Dopo due anni passati fra tour e collaborazioni con altri gruppi, la band trasferisce interamente lo studio di registrazione di Grohl da Alexandria in Virginia, in un magazzino vicino a Los Angeles. Ed è qui che verrà registrato il quinto album, un doppio, In Your Honor, pubblicato il 14 giugno 2005. Nell'album si trovano collaborazioni con altri artisti come John Paul Jones dei Led Zeppelin, Josh Homme dei Queens of the Stone Age e Norah Jones. Questo lavoro si distingue molto dai precedenti, essendo un doppio album, con la peculiarità di avere un disco elettrico e uno acustico. Seguono nel 2006 l'album dal vivo Skin and Bones, contenente il concerto acustico tenuto al Pantages Theatre di Los Angeles, nel 2007 il sesto album in studio Echoes, Silence, Patience & Grace (il primo dai tempi di The Colour and the Shape a figurare la produzione di Gil Norton) e nel 2009 la raccolta  Greatest Hits, composta dai più grandi successi del gruppo, gli inediti Wheels, Word Forward e una versione acustica di Everlong.
Durante gli anni 2010 Grohl ha realizzato con i Foo Fighters gli album Wasting Light (2011), prodotto da Butch Vig (lo stesso produttore di Nevermind dei Nirvana), Sonic Highways (2014), Concrete and Gold (2017) e Medicine at Midnight (2021).

### Altri progetti e collaborazioni

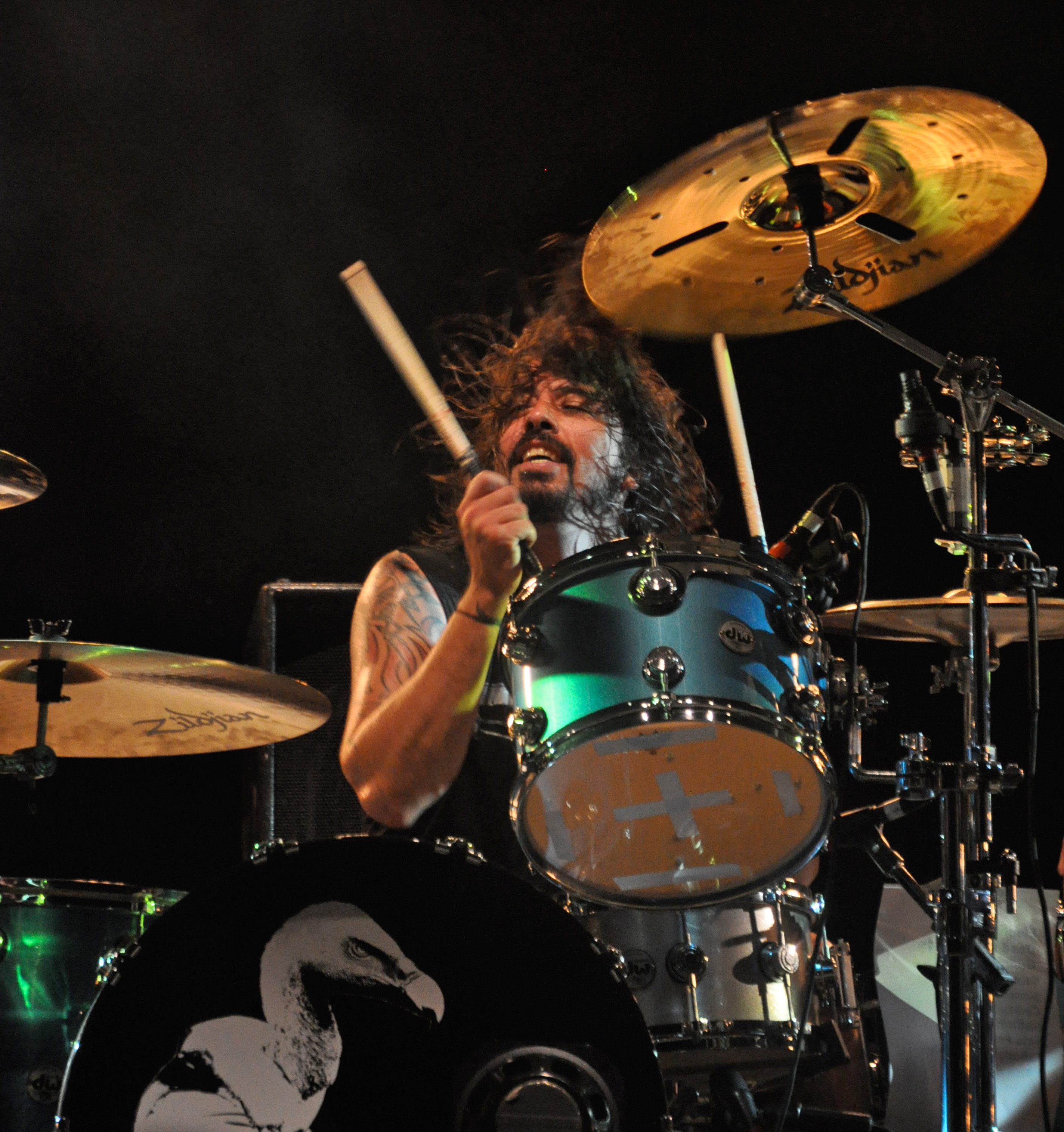
Dave mentre suona la batteria nei Them Crooked Vultures